# フレディ・マルテンス
フレディ・マルテンス（Freddy Maertens。1952年2月13日- ）はベルギー出身の元自転車競技（ロードレース）選手。
1976年のツール・ド・フランスで区間8勝を果たしたことも特筆すべきことだが、極め付きは1977年のブエルタ・ア・エスパーニャで、区間13勝（全19区間）を果たした他、第1ステージからそのまま総合首位を守りきってそのまま優勝を果たすという完全優勝を果たした。
また、世界自転車選手権も2回優勝。スーパープレスティージュも1976年に獲得しており、上述のブエルタは別として、短期決着型のステージレースでも強さを発揮した。一方、難度の高い山岳コースは苦手にしていた。時のブエルタはジロ・デ・イタリアとの開催間隔が大変短く（年によっては重複することもあった）、そのため、山岳巧者はジロに出場するケースが多かったこともあり、スプリンター型の選手であっても年によっては十分総合優勝が可能であったことに起因する。
一方、下記に挙げる通り、クラシックレースの最高峰ともいえるモニュメントにおける優勝歴は皆無。したがってステージレースの区間優勝など、ワンデイ系のレースを得意としているにもかかわらず、「クラシックハンター」とは呼ばれなかった。

## 主な実績
1973年
世界自転車選手権2位
ダンケルク4日間レース総合優勝
1975年
ヘント～ウェヴェルヘム優勝
パリ～ツール優勝
パリ～ブリュッセル優勝
ダンケルク4日間レース総合優勝
1976年
世界自転車選手権 優勝
ツール・ド・フランス ポイント賞
ヘント～ウェヴェルヘム優勝
チューリッヒ選手権優勝
アムステルゴールドレース優勝
グランプリ・デ・ナシオン優勝
ダンケルク4日間レース総合優勝
スーパープレスティージュ受賞
1977年
ブエルタ・ア・エスパーニャ 総合優勝。ポイント賞
パリ～ニース 総合優勝
カタルーニャ一周 総合優勝
オムロープ・ヘット・フォルク優勝
スーパープレスティージュ受賞
1978年
ツール・ド・フランス ポイント賞
ダンケルク4日間レース総合優勝
ヘット・フォルク優勝
1981年
世界自転車選手権優勝
ツール・ド・フランス  ポイント賞
ベルギー スポーツマンオブザイヤー受賞